# Primera vez (canción)
«Primera vez» es un tema del cantante y compositor guatemalteco Ricardo Arjona, publicado en 1993 como segundo sencillo oficial de su cuarto álbum de estudio  Animal nocturno. La canción fue escrita y producida por el mismo Arjona y grabada en 1992.

## Descripción
Primera vez es una balada pop rock, cuya letra de forma explícita narra el sentir de un hombre que se encuentra a punto de tener contacto íntimo con una mujer virgen a la cual ama profundamente. A pesar de que este confiesa haber tenido relaciones sexuales en el pasado, afirma románticamente que será ella la persona con quien "hará el amor" por primera vez: “También es mi primera vez, pondré el  Concierto de Aranjuez, para relajarnos juntos. También es mi primera vez, siente como tiemblo ya ves; tuve sexo mil veces, pero nunca hice el amor”.

## Video
Se tomó como video oficial una interpretación del tema durante un especial del álbum en 1993, grabado en el Hotel Mayan Palace de Acapulco, México.

## Posiciones
Billboard: Latin songs #6.